# ASML Holding
ASML Holding N.V. (ASML en forkortelse for "Advanced Semiconductor Materials Lithography") er en nederlandsk multinational virksomhed, der udvikler og producerer fotolitografi-systemer til brug for fremstilling af mikrochips. Den er den eneste virksomhed i verden, der producerer ekstrem ultraviolet litografi (EUV) fotolitografi-maskiner. ASML har 31.000 ansatte fra 120 nationaliteter. De har kontorer i Europa, USA og Asien. Virksomheden blev etableret i 1984 som ASM Lithography, som et joint venture mellem ASM International (ASMI) og Philips.